# Martin Šulek (1998)
Martin Šulek (* 15. ledna 1998, Trenčín) je slovenský fotbalový obránce, hráč klubu AS Trenčín. Hraje na postu pravého beka (obránce).

## Klubová kariéra
- TTS Trenčín (mládež)
- AS Trenčín (mládež)
- AS Trenčín 2015–

V mládeži hrál za TTS Trenčín, odkud se dostal do týmu AS Trenčín.
V 1. slovenské lize debutoval v dresu AS Trenčín v září 2015. S Trenčínem si zahrál v předkolech Ligy mistrů UEFA 2016/17.